# Лешок
Лѐшок (на македонска литературна норма: Лешок; на албански: Leshka, Лешка) е село в община Теарце, Северна Македония. Село Лешок има 399 жители, македонци.

## География
Селото е разположено на 25 km от Тетово и на 560 m надморска височина в Долни Полог. В селото има болница. Основна забележителност на Лешок е манстирският комплекс „Свети Атанасий“. През селото тече река Бистрица.

## История
На 2 km южно от селото в местността Два бреста има останки от римско селище, а на километър южно е също римският некропол Църници.
В 1190 година сръбският жупан Стефан Неманя завладява Полога и разрушава град Градъц и Лешъск. Остатъците от средновековния град са в местността Кале или Градище северно от селото.
В османски данъчни регистри на немюсюлманското население от вилаета Калканделен от 1626 – 1627 година е отбелязано село Лешка с 89 джизие ханета (домакинства).
В XIX век Лешок е българско село в Тетовска каза. През 1886 година учителят, изпратен от сръбската пропаганда, е изгонен от местните жители. Андрей Стоянов, учителствал в Тетово от 1886 до 1894 година, пише за селото:
| „ | Вѫтрѣ въ Лѣшокъ и въ околностьта му има 7 – 8 развалини отъ стари църкви и монастири. Развалинитѣ на църкиитѣ по тукашнитѣ села се казватъ „църковища“, а развалинитѣ на монастиритѣ – „монастирища“. На нѣкои отъ църковищата си лѣшани извършватъ водосвятъ прѣзъ нѣкои праздници на година, а на 9 май лѣтни Св. Никола – колятъ и курбанъ на едно отъ тѣхъ. Сега лѣшани се молятъ Богу въ църквата, която е въ монастирския дворъ, и въ която служатъ и калугеритѣ, и тримата селски свещенници. Тази църква селото е имало прѣди днешния монастиръ. За всѣки по-голѣмъ праздникъ на църква при Лѣшечкий монастиръ идѫтъ селенкитѣ отъ 5 – 6 ближни села, по-голѣми събрания тукъ ставатъ на лѣтний Св. Атанасъ и на Петровдень, а най-голѣмо събрание става на 15 августъ. ...При игрането хоро момитѣ и момцитѣ играятъ отдѣлно, хванати рѫка-за рѫка, въ видъ на прътъ, или на колело. Игрането става или при приятното пѣяние на момитѣ или при сладкото свирение на гайдитѣ и кавалитѣ, но много пѫти то става и мълчешкомъ, при което се слуша само тропанието на краката и дрънканието на паритѣ по главитѣ и пазвитѣ на момитѣ. По селата хора ставатъ такорѣчи всѣки праздникъ. И въ този край, както навсѣкѫде дѣто има българи, хорйта сѫ мѣста, дѣто младитѣ селени и селенки се изгледватъ и се харесватъ единъ на други за да се съединатъ съ святитѣ връзки на брака и да преминатъ, както Богъ е заповѣдалъ, останалитѣ години на живота си въ взаимна любовь и взайменъ трудъ. Когато нѣкой ергенъ е харесалъ нѣкоя мома, той обажда на родителитѣ си и, ако избора се види и тѣмъ добъръ, тѣ пращатъ стройници да искатъ момата отъ родителитѣ и́, които, ако решѫтъ да я дадѫтъ, хващатъ да се пазарятъ колко пари да взематъ за дъщеря си. Количеството на даванитѣ отъ момъка пари се мѣри съ трудолюбието, хубостьта и рода на момата. Освѣнъ пари родителитѣ на момата взематъ отъ бѫдащия зетъ още и бобъ, сухо или прѣсно месо, оризъ, вино, ракия и др., колкото е нуждно за нагостяване момковитѣ сватове, когато отидатъ да взематъ невѣстата. Случва се нѣкой пѫть, че родителитѣ на момата или на момъка не се съгласяватъ за съединението на младитѣ, и тогава, ако момата се съгласи, момъкътъ я открадва отъ родителитѣ ѝ. Тукашнитѣ български селенки се мѫжатъ тъкмо когато сѫ разцъвтѣли и сѫ на възрасть за мѫжене, т.е. когато сѫ стигнали, или малко заминали 20 години; момцитѣ пъкъ се женятъ по-рано и често пѫти младоженеца по-младъ отъ невѣстата. Въ монастирската ограда, въ която днесь младитѣ български селени и селенки играятъ своитѣ весели хора, се намира гроба на дѣда Кирила – незабравимий основатель на сегашний монастиръ. Прѣзъ с. Лѣшокъ тече малката рѣкичка, която носи името на селото и извира отъ Шаръ-Планина. По край коритото на тази рѣкичка има направенъ пѫть, по който може да се отиде пѣшъ и съ конь прѣзъ Шаръ-планина въ Призренъ. Въ старо време пѫтя отъ Скопие за Призренъ е минавалъ отъ тука. Лѣшанския проходъ на Шаръ-Планина върви отъ ю. къмъ с. и се минава за 7 – 8 часа. При началото на този проходъ, близо надъ лѣшанский монастиръ, на една не много висока могила, се намиратъ развалини отъ стара стражарница, останала, по всѣка вѣроятность, отъ времето на римлянитѣ. При оранието на нивитѣ изъ лѣшанското поле се откриватъ развалини отъ стари здания и често се намиратъ стари сребърни и мѣдни римски пари. | “ |

Според статистиката на Васил Кънчов („Македония. Етнография и статистика“) в 1900 година Лешок има 540 жители българи християни. Според патриаршеския митрополит Фирмилиан в 1902 година в селото има 25 сръбски патриаршистки къщи. По данни на секретаря на Българската екзархия Димитър Мишев („La Macédoine et sa Population Chrétienne“) в 1905 година всичките 488 жители на Лешок са българи екзархисти и в селото работи българско училище.
При избухването на Балканската война в 1912 година дванадесет души от Лешок са доброволци в Македоно-одринското опълчение. В 1912 година селото попада в Кралство Сърбия. Според Афанасий Селишчев („Полог и его болгарское население“) в 1929 година Лешок има 97 къщи с 580 жители българи.
Според преброяването от 2002 година Лешок има 440 жители.
| Националност     | Всичко |
| северномакедонци | 435    |
| албанци          | 0      |
| турци            | 0      |
| роми             | 0      |
| власи            | 0      |
| сърби            | 1      |
| бошняци          | 0      |
| други            | 4      |

## Личности
Родени в Лешок
- Тодор (Тоде) Аврамов – македоно-одрински опълченец, 28-годишен, хлебар, 3 рота на 4 битолска дружина, носител на орден „За храброст“ ІV степен[16]